# معركة القدس (1917)
معركة القدس هي معركة حدثت بين الإمبراطورية البريطانية والإمبراطورية العثمانية في الحرب العالمية الأولى، أطلق عليها البريطانيون "عمليات القدس"، في 17 نوفمبر تطور القتال من أجل المدينة واستمر لتأمين الهدف النهائي المتمثل في هجوم جنوب فلسطين خلال حملة سيناء وفلسطين في الحرب العالمية الأولى حتى بعد الاستسلام في 30 ديسمبر 1917. قبل السيطرة على القدس اعترف البريطانيون بوجود معركتين في تلال الخليل شمال وشرق خط مفرق محطة الخليل، وكانت هذه "معركة النبي صموئيل" في الفترة من 17 إلى 24 نوفمبر، ومعركة "الدفاع عن القدس" من 26 إلى 30 ديسمبر 1917. اعترفوا أيضًا بمحاولة ثانية ناجحة في 21 و22 ديسمبر 1917 للتقدم عبر نهر العوجا باسم معركة يافا على الرغم من أن يافا كانت قد تم احتلالها نتيجة معركة مغار ريدج في 16 نوفمبر.
تم خوض سلسلة من المعارك بنجاح من قبل الجيش الإمبراطوري البريطاني الثاني عشر والجيش الحادي عشر وفرقة الخيالة ضد الجيش السابع لمجموعة جيش يلديريم في تلال الخليل، والجيش الثامن شمال يافا على الساحل المتوسط. تقدمت قوة التجريدة المصرية من غزة واستولت على بئر السبع وغزة والحريرة والشريعة وتل الخويلف ومعركة سلسلة جبال المغار مما شكّل انتكاسة خطيرة للجيش العثماني والإمبراطورية العثمانية. 
نتيجة لهذه الانتصارات، استولت قوات الإمبراطورية البريطانية على القدس وفلسطين وأنشأت خط دفاع محصن استراتيجي جديد قوي. يمتد هذه الخط من الشمال بعيدًا عن يافا على الساحل البحري المنخفض، عبر جبال الخليل إلى البيرة شمال القدس، ويستمر شرقًا من جبل الزيتون. مع السيطرة على الطريق من بئر السبع إلى القدس عبر الخليل وبيت لحم، جنبًا إلى جنب مع المناطق العثمانية الواسعة جنوب القدس.
في 11 ديسمبر دخلت القوات البريطانية القدس بقيادة الجنرال إدموند ألنبي، محتلةً المدينة التي ظل العثمانيون يسيطرون عليها منذ 1517، وفي القدس فرض ألنبي الأحكام العرفية، وطالب الناس بمباشرة أعمالهم دون أي إضراب واحترام الخصوصية الدينية لمدينة القدس وأماكنها المقدسة. ووصف رئيس الوزراء البريطاني ديفيد لويد جورج الاستيلاء على القدس بأنه "هدية عيد الميلاد للشعب البريطاني". وكانت المعركة رفعًا كبيرًا في المعنويات للإمبراطورية البريطانية.
حدث ذلك في مسرح أحداث الشرق الأوسط خلال الحرب العالمية الأولى في الصراع بين الامبراطورية العثمانية (التي كانت جزءاً من قوات المحور) وبين قوات الحلفاء متمثلة بالامبراطورية البريطانية وروسيا القيصرية ولعبت الدول العربية التي شاركت في الثورة العربية الكبرى دوراً هاماً في هذا الصراع الذي استمر من 28 يوليو 1914 حتى توقيع الهدنة بين الامبراطورية الألمانية وقوات الحلفاء في 11 نوفمبر 1918 وأفضت إلى توقيع معاهدة فرساي في 28 يونيو 1919.

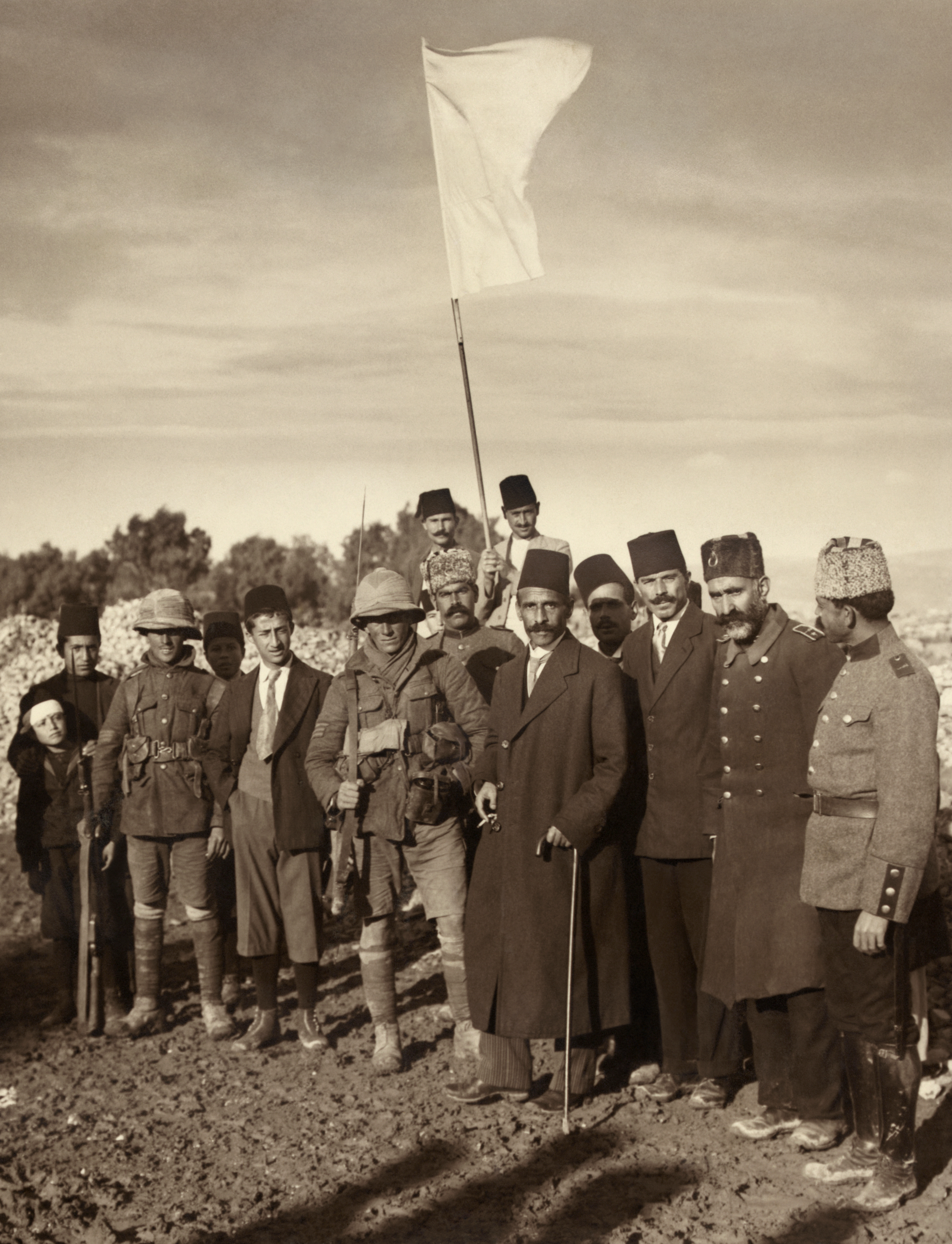
القدس، 9 كانون الأول/ ديسمبر 1917: ضباط صف بريطانيون من طلائع الكتيبة 219، من فوج لندن، يتقبلون استسلام مدينة القدس من رئيس البلدية حسين سليم الحسيني (الرابع من جهة اليمين، المتكئ على عصا). والثاني إلى يمين الصورة هو «أحمد شريف» فلسطيني كان يشغل منصب مفتش في الدرك.

## خلفية

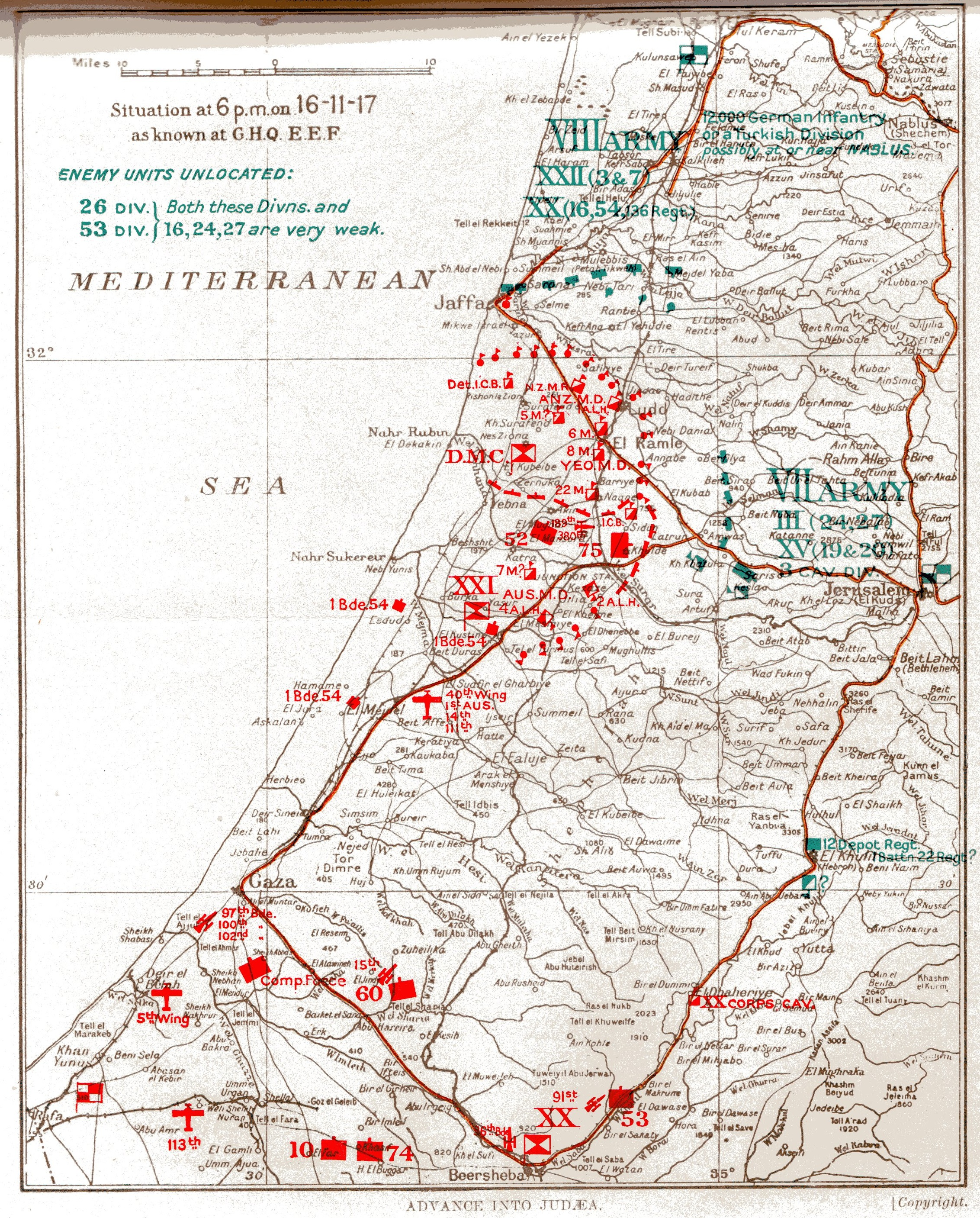
الوضع في الساعة 18:00 من يوم 16 نوفمبر 1917 حسبما كان معروفًا لقيادة الجيش البريطاني في الشرق الأوسط

حقق الجنرال البريطاني إدموند اللنبي القائد العام للقوة التجريدة المصرية انتصارًا حاسمًا على الجنرال الألماني إريك فون فالكنهاين، قائد القوات العثمانية في فلسطين، في معركة موغار ريدج في 13 نوفمبر. 
فرض انتصار الإمبراطورية البريطانية على فون فالكنهاين سحب الجيش السابع بقيادة فيزي باشا، والجيش الثامن بقيادة كريس فون كريسنشتاين ونقل مقره من القدس إلى نابلس في 14 نوفمبر. عندما وصل الجيش السابع إلى القدس عبر طريق الخليل بعد هزيمته في بئر السبع، أُمر بتطوير دفاعات القدس، سيطر هذا الفيلق على المدينة بينما انسحب الفيلق 20 إلى تلال الخليل باتجاه القدس، وترك خلفه حراسة قوية لإيقاف وإبطاء التقدم البريطاني. وكان الجيش العثماني بحاجة لوقت لبناء الدفاعات وإعادة تنظيم الجيش السابع، وعند وصولهم إلى المدينة تولى الفيلق 20 مسؤولية الدفاع عن القدس، بينما استمر الجيش الثالث في التحرك شمالا من القدس عبر طريق نابلس.
حذرت وزارة الحرب البريطانية الجنرال ألنبي من أي عمليات قد لا يمكن الحفاظ عليها على المدى الطويل إذا لم يتم الحفاظ على قوة القوات البريطانية في المنطقة. وربما كانت مخاوفهم مرتبطة بمقترح سلام الذي نشرته الحكومة البلشفية الروسية الجديدة في 8 نوفمبر بين الإمبراطورية الروسية والقيصرية الألمانية، وكان من المقرر توقيع هذا المُقترح في 3 مارس 1918، وسيشكل معاهدة سلام منفصلة تؤدي لانسحاب الجيش الإمبراطوري الروسي من الحرب، مما يُمكّن كافة القوات الألمانية على الجبهة الشرقية من تحويل اهتمامها إلى محاربة القوات البريطانية والفرنسية في أماكن أخرى.

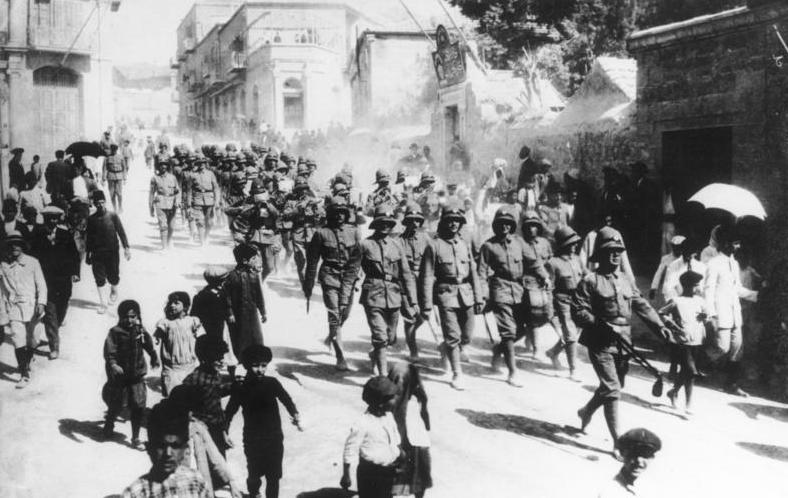
جنود ألمان في القدس عام 1914

كان اللنبي يُدرك بنقص الخرائط الموثوقة لتضاريس تلال الخليل، وأن تاريخ الحملات السابقة في المنطقة يُحذر بشكل واضح من الهجمات المتسرعة أو الخفيفة على الأسوار الغربية القوية. حيث كانت قواته في الخطوط الأمامية تحارب وتتقدم لفترة طويلة وتتقدم لمواقع بعيدة عن قواعدها وكانت متعبة،  ولم يكن لقوات ألنبي خطوط دفاعية خلفية يمكن الاعتماد عليها لوقف الهجمات المنسقة من الجيش العثماني بعد أن تقدمت نحو 35 ميل (56 كـم) من رأس السكة الحديدية في دير البلح، ومن الممكن أن يؤدي هذا الهجوم المضاد إلى طردهم مرة أخرى إلى غزة وبئر السبع.
راجع ألنبي التهديد بالهجوم المضاد وحالة الإمدادات وقرر أنه يمكن الحفاظ على قوة كافية للهجوم على تلال الخليل، وقوة منفصلة للعمل على السهل البحري بعيدًا عن الموقع الرئيسي. وقرر بسرعة مهاجمة الجيش العثماني السابع في تلال الخليل على أمل الاستيلاء على القدس، وارباك الجيش السابع الذي يعيد ترتيب صفوفه، وايقافه من شن هجوم مضاد.

## مقدمة

### خطوط إمداد الإمبراطورية البريطانية
كان التقدم إلى جبال الخليل يعتمد بشكل كبير على قدرة خطوط الاتصال على إمداد القوات المقاتلة في الجبهة بالطعام والماء والذخيرة، وكانت هذه الخطوط تعمل بالفعل على مسافات بعيدة جدًا عن مركز القاعدة وخط السكك الحديدية، ونتيجة لذلك توقف التقدم في 17 نوفمبر لإتاحة الفرصة لجمع الإمدادات.

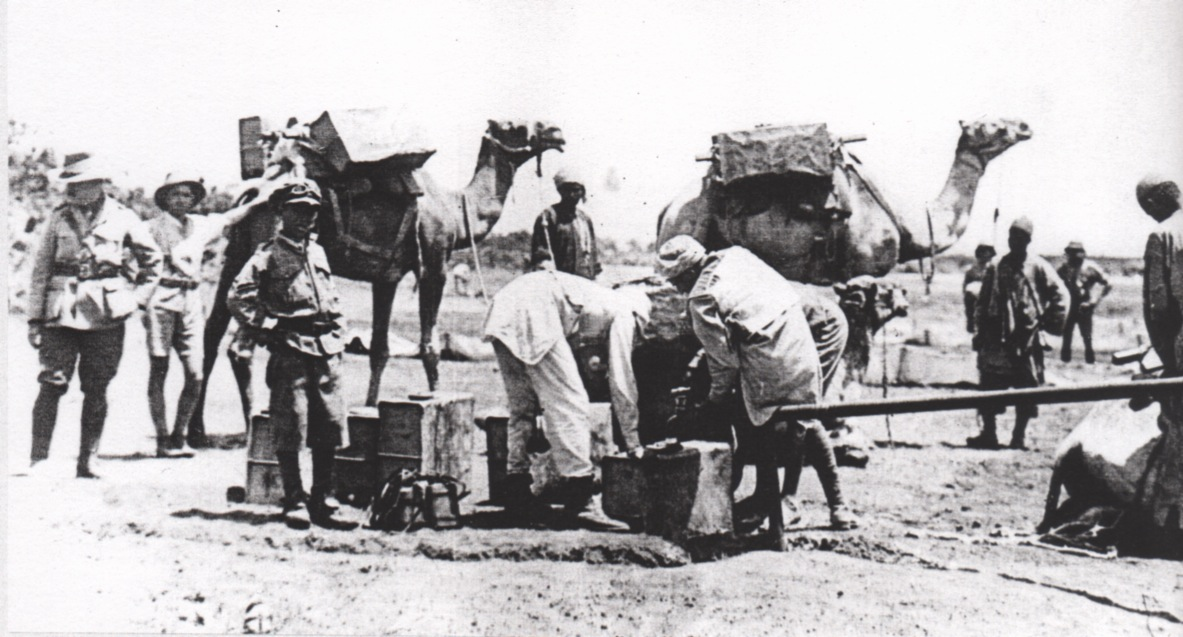
تحميل المياه على الإبل بالقرب من يافا.

كانت عملية نقل الإمدادات من محطة القطارات الأساسية عملًا بطيئًا ومستمرًا على مدار 24 ساعة في اليوم، نظرًا لأن الجيش العثماني دمر الكثير من البنية التحتية خلال انسحابه، وكانت شاحنات الجيش البريطاني والجمال التابعة لقوة التجريدة المصرية هي القادرة على استخدام الطريق الواحد والضيق والرديء المفروش بالحصى من غزة إلى محطة التقاطع، كان الطريق بين غزة وبيت حانون غير مفروش بالحصى، لكن من الصعب على الشاحنات المرور فيه بسبب الرمال، كما نُقلت الإمدادات عبر البحر وتم تفريغها في وادي صقرير، وفي وقت لاحق في يافا ومن ثم تحميلها في قوارب صغيرة لتفريغها على الشاطئ، وكان حجم الإمدادات التي تُنقل عبر البحر محدودة.
تم تنظيم جميع الشاحنات والإبل المتاحة في قوافل تتحرك شمالًا على طول طريق غزة إلى طريق محطة التقاطع من دير البلح إلى المجدل ثم إلى جولس.

### تقدم سلاح الخيالة في الصحراء
في 15 نوفمبر أصدر قائد فيلق الصحراء هاري شوفيل، أوامر بمواصلة التقدم نحو الرملة واللد للفرقة الخيالة يومانري، وفرقة الأنزاك لمسافة 5 ميل (8.0 كـم) من محطة الاتصال. وفي نفس اليوم وصلت فرقة الخيالة المملكة يومانري إلى طريق القدس بعد هجوم اللواء السادس في أبو شوشة، ووُصف الهجوم بأنه أكثر جُرأة من معركة قمة جبل المغار، بسبب الطبيعة الصخرية للأرض التي هاجم عليها الفرسان. أمن لواء بنادق الخيالة النيوزيلندي الجناح الأيسر باحتلال يافا في 16 نوفمبر بعد الانتصار في أيون كارا قبل يومين، أُجبر الجيش العثماني الثامن على الانسحاب من نهر العوجا الذي يصب البحر لمسافة 4 ميل (6.4 كـم) شمال شرقي يافا. واضطر الجيش السابع العثماني إلى الابتعاد أكثر عن القطاع الساحلي في تلال الخليل.

## المعركة

### التقدم في تلال الخليل
على الرغم من الضغوط المستمرة من القوات البريطانية، إلا أن القوات المتنازعة كانت في هذه المرحلة في طور الدفاع، إضافة إلى الحراس الخلفيين الذين تركهم الفيلق العشرون من الجيش العثماني السابع عندما انسحب إلى التلال. أنشأ الجيش السابع إنشاء خط من الخنادق الفردية تمتد باتجاه الجنوب والجنوب الغربي على سلسلة من المرتفعات تصل إلى مسافة 4 ميل (6.4 كـم) من القدس، مدعمين بحصون جيدة. ووجد استطلاع جوي يوم 17 نوفمبر ازدحام الطريق الشمالي من القدس إلى نابلس باللاجئين.

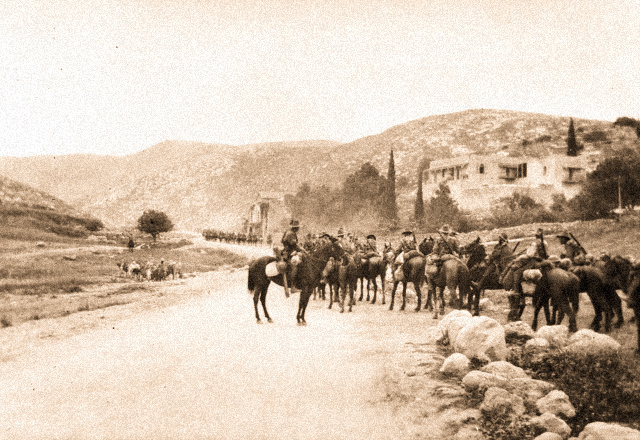
دخول فوج الخيول الخفيفة الرابع الممرات الجبلية بالقرب من لاترون

في 18 نوفمبر كان ألنبي في مقر الفيلق الحادي والعشرين البريطاني في قسطينة، واتخذ قرار لمتابعة الجيش السابع العثماني عن كثب في تلال الخليل،  لإرباك صفوف الجيش العثماني الذي يعيد ترتيب صفوفه ومنعه من بناء دفاعات وتحصينات قوية في حال سعة الوقت.
كانت خطة ألنبي تهدف لتجنب المعارك داخل أو بالقرب من القدس، وقطع كل الطرق المؤدية إلى القدس وإجبار الجيش العثماني على إخلائها، وأمر بهجوم فرقتين مشاة هما الفرقة 52، والفرقة 75، بالإضافة إلى فرقتين من الفرسان هما فرقة اليومانري وفرقة الفرسان الأسترالية، وكان من المقرر التحرك شرقاً من اللطرون، حيث سبق السيطرة عليها في 16 نوفمبر، وفي نفس اتجاه الطريق المؤدي من يافا إلى القدس. كانت الخطة أن يتحرك مشاة الفرقة 75 على الطريق الرئيسي على الرغم من العديد من عمليات الهدم التي نفذها العثمانيون على هذا الطريق المعدني الجيد الذي يمتد من الشرق إلى الغرب عبر عمواس. وعلى يسار وشمال الفرقة 75 يشق مشاة الفرقة 52 طريقهم من اللد باتجاه القدس، وعلى شمال الفرقة 52 تتحرك فرقة يومانري باتجاه الشمال والشمال الشرقي لقطع خطوط اتصال الجيش السابع العثماني في البيرة، الواقعة شمال القدس بنحو 8 ميل (13 كـم).
أما الألوية السادسة والثامنة و"الثانية والعشرون" التابعة لليومانري، فكانت الخطة أن يتحركوا مع اللواء 20 التابع للمدفعية الملكية البريطانية شمالًا عبر الطريق الروماني القديم من اللد إلى رام الله عبر برفيلية وبيت عور التحتا باتجاه البيرة. في الوقت نفسه تتقدم فرقة المشاة الثالثة والخمسين الويلزية [الإنجليزية] بقيادة الجنرال موت شمالًا على طول طريق بئر السبع إلى القدس للسيطرة على الخليل وبيت لحم قبل التحرك شرقًا لتأمين الطريق من القدس إلى أريحا.
بدأت الفرقة الـ75 بالتعاون مع فرقة الفرسان الأسترالية واليومانري دخولها إلى تلال الخليل يوم 18 نوفمبر.
جميع الجيوش التي سعت للسيطرة على القدس ما عدا جيش يوشع بن نون، مرت من هذا الطريق مثل الفلستيون، والحثّيون، والبابليون، والآشوريون، والمصريون، والرومان، واليونانيون، وفرسان الصليب الفرنجة، وقد سقطت دماؤهم على تلة عمواس.
كان الهدف الأول السيطرة على المرتفعات وتأمين جانبي الطريق الرئيسي بين يافا والقدس في عمواس، حتى تتمكن الفرقة الـ 75 من التقدّم على الطريق والوصول إلى تلال الخليل، وفي الجهة اليمنى للمشاة يتقدم لواء الخيول الخفيفة الثاني [الإنجليزية] على طول خط السكك الحديدية في وادي الصرار، والذي أُلحق مؤقتًا بفرقة المشاة أنزاك [الإنجليزية].
نفذ "الفوج التاسع من فرقة الخيول الخفيفة" حركة دورانية عند وادي السلمان شمال عمواس للوصول إلى قرية يالو التي تبعد حوالي 2 ميل (3.2 كـم) شرقًا، وبعد هذه العملية انسحبت فرقة المشاة الأسترالية إلى معسكر الراحة عند مصب نهر صقرير.
في صباح 19 نوفمبر تولى مشاة الفرقة الـ 75 مهمة التقدم ليجدوا عمواس مهجورة، بينما تقدمت قوات من اللواء الثامن التابع لفرقة المشاة أنزاك حتى وصلت إلى مسافة 2 ميل (3.2 كـم) من بيت عور التحتا في تلك الليلة، بينما وصل اللواء 22 إلى شلتة.

#### الفرقة 75

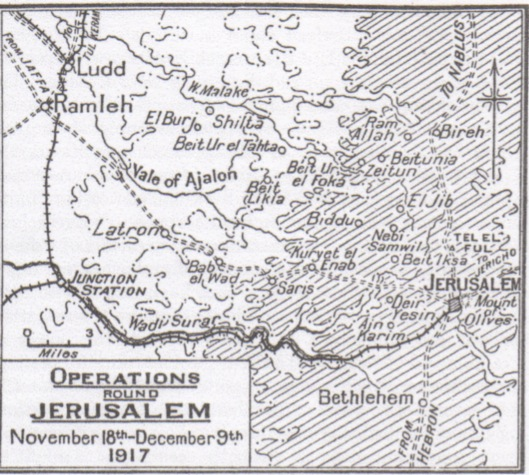
الخريطة 14 عمليات القدس - 18 نوفمبر - 9 ديسمبر 1917

في 19 نوفمبر تقدمت قوات المشاة التابعة للفرقة الـ 75 [الإنجليزية] على الطريق الرئيسي المؤدي إلى القدس، حيث غادر الواء 232 التابع للفرقة أبو شوشة لاحتلال بلدة عمواس المهجورة، وفي اليوم ذاته وصلت القوات الخاصة باللواء 234 الهندي إلى مُرتفعات باب الواد بعد معارك شرسة.
تلتف الطريق إلى القدس بعد باب الواد عبر أودية ضيقة وعميقة، وفوق مرتفعات شديدة الانحدار، وحول أكتاف التلال الصخرية، وكانت هناك طرق أخرى عبر التلال، لكنها عبارة عن خليط من مسارات وممرات جبلية خشنة وصخرية غير مرسومة على الخرائط - وغالبًا ما تكون مسارات للحمير - مما جعل حركة المشاة والفرسان المرتجلين والمدفعية صعبة للغاية.

كان من المستحيل تقريبًا التقدم إلى الشمال أو الجنوب من الطريق الرئيسي والحصول على دعم من المدفعية،  وفي ظروف مطيرة وباردة ورطبة وطينية، اتضح أنه من المستحيل نشر مدافع الفرقة 75 خارج الطريق. وكانت هذه المدافع قد جُلِبَت إلى الأمام بفِرَق من ثمانية خيول لكل مدفع في اليوم السابق. 

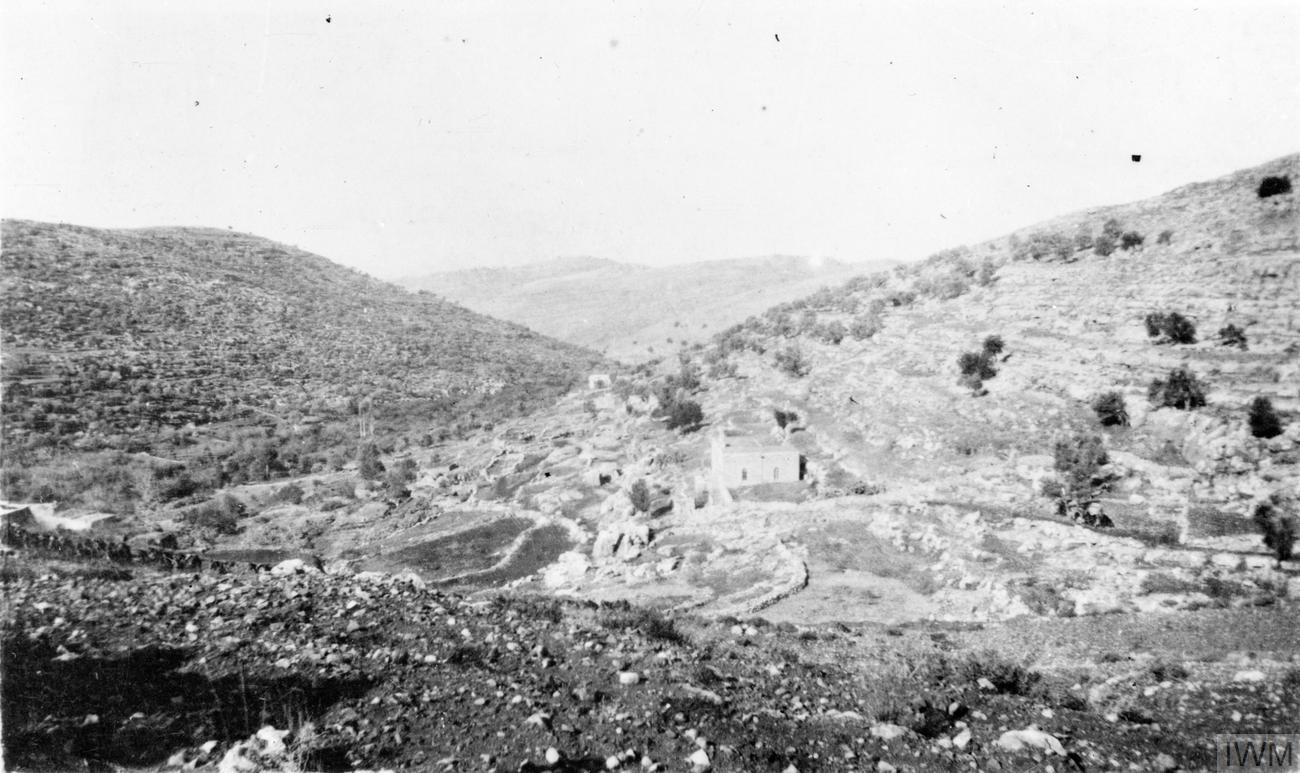
منظر طبيعي نموذجي لتلال الخليل في عام 1917

أصبحت الأنشطة العسكرية أكثر صعوبة بسبب الظروف الشتوية، وكانت الأرض زلقة، والغيوم السوداء الكثيفة تجلب الظلام المبكر الذي يمنع الرؤية. ولم يكن ممكنًا التقدم بعد الساعة 17:00، وبحلول ذلك الوقت كانت أقرب نقطة تفتيش على بعد نصف ميل من قرية ساريس. تقدمت وحدات المشاة الأمامية للفرقة 75 مسافة 10 ميل (16 كـم) منذ الصباح، ونصبوا مخيماتهم على جانبي الطريق تحت نيران القناصة العثمانيين.
في مساء 19 نوفمبر هبت عاصفة رعدية تلتها أمطار غزيرة على الجيوش المتقابلة، وفي غضون ساعات قليلة غُمرت الأودية والسهول، وأصبحت لزجة وصعبة للمسير وغير مناسبة لعبور المركبات ذات العجلات. وانخفضت درجة الحرارة التي كانت حارة خلال النهار ومعتدلة في الليل، بسرعة لتصبح قارسة البرودة، وكان المشاة يسيرون بخفة في زيهم الصيفي الخفيف، وملابس لا توفر حماية كافية من الأمطار والبرد القارس.
في هذه الظروف، كانت القوات العثمانية التي واجهتها على الطريق هي الحراسات الخلفية التي أمر بإنشائها فون فالكنهاين في الفيلق 20 أثناء انسحابه للدفاع عن القدس، وقد وُزعت هذه الحراسات على سلاسل جبلية، وكانت تتألف من مجموعات صغيرة محصنة على التلال. وقد هاجمت كل من هذه المواقع المتتالية قوات من الهند البريطانية والجوركا.

#### مواقف الجيوش العثمانية

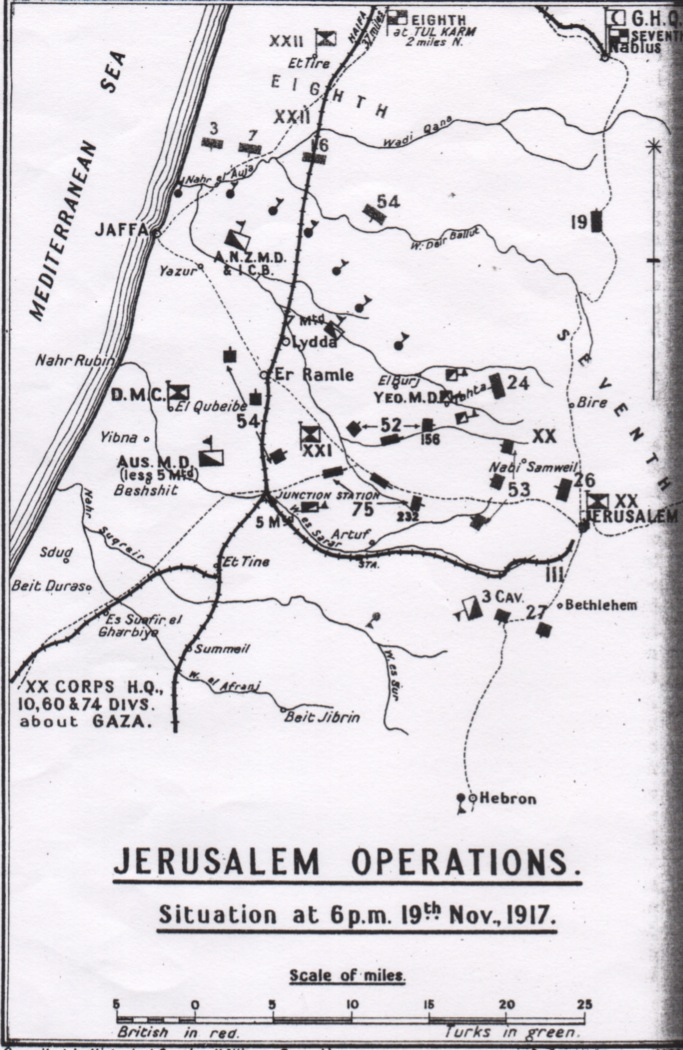
وضع عمليات القدس في الساعة 18:00 في يوم 19 نوفمبر 1917.

بالإضافة إلى خط نهر سكرير الذي يمتد إلى بيت جبرين جنبًا إلى جنب مع صميل والتينة، تظهر مواقع الجيش البريطاني والعثماني في مساء 19 نوفمبر 1917 على هذه الخريطة التخطيطية الجانبية.
كان مقر الجيش العثماني السابع في نابلس، وتم نشره للدفاع عن القدس، وكان جناحه الأيسر محميًا بواسطة فرقة الفرسان الثالثة. وكان مشاة الفرقة 27 على طول طريق الخليل إلى القدس. وكانت مشاة من الفرقة 53 التابعة للجيش العشرين تحتل خطًا أمام قرية النبي صموئيل، مع مشاة من الفرقة 26 في الاحتياط. وكان المشاة الذين يدافعون عن البيرة على طريق القدس إلى نابلس من الفرقة 24، مع مشاة من الفرقة 19 على الطريق في منتصف المسافة بين بيرة ونابلس.
ونشر الجيش العثماني الثامن، ومقره في طولكرم، الفيلق الثاني والعشرين في نهر العوجا، وامتدت الفرق الثالثة والسابعة والسادسة عشرة من الساحل والتي كانت تتماشى تقريبًا مع المشاة البريطانيين من الفرقة 54 (شرق أنجليان) في الداخل. 

#### محاولات قطع طريق نابلس
وصل لواء المشاة الرائد في الفرقة 52 بيت ليكيا في 19 نوفمبر مُتحركًا على طول مسار شمال الطريق الرئيسي، وأوقفه بالقرب من قرية أبو غوش حرس عثماني قوي وحازم مسلح بالمدافع الرشاشة في القسطل وبيت دقو.
كانت المواقع العثمانية مُحصنة بقوة ولم تستطع الفرقة 52 التقدم حتى حلول الظلام في 21 نوفمبر، مما أتاح للفرقة 75 الفرصة للانتشار بسرعة، وتسلق السلسلة الجبلية، وهزيمة العثمانيين. وفي تلك الليلة أكل الجنود حصص طوارئ ووجد بعضهم مأوى من الظروف المزرية في دير ومستشفى كبيرين، وكانت الليلة باردة مع هطول أمطار غزيرة، ولم تصل أي إمدادات حتى ظهر اليوم التالي بسبب الازدحام على المسارات الضيقة.
انتقلت فرقة المشاة 52 إلى موقع متقدم بين الفرقة 75 على اليمين وفرقة الخيالة يومانري على اليسار، حيث كانت فرقة يومانري تتقدم باتجاه بيت عور الفوقا والبيرة على طريق نابلس على بعد 10 ميل (16 كـم) شمال القدس، للتلاقي مع مشاة الفرقة 75 عند البيرة لقطع طريق نابلس المتجه إلى القدس، وفي نهاية المطاف سيطرت القوات على ساريس خلال فترة ما بعد ظهر 21 نوفمبر.
واصلت فرقة الخيالة يومانري التي تعمل في التلال الواقعة شمال فرق المشاة، الكفاح للتقدم عبر أقسى وأقسى مناطق تلال الخليل باتجاه بيت عور التحتا في عمود واحد يبلغ طوله 6 ميل (9.7 كـم)، وفي ظهر يوم 21 نوفمبر نزلت الكتيبة الرائدة "دورست يومانري" من التلال التي تقع عليها بيت عور الفوقا ووجدوا وحدات عثمانية تحتفظ بحافة غربية لسلسلة جبال زيتون فوقهم. وتقع هذه الجبال غرب البيرة، ويُسيطر عليها نحو ثلاثة ألف جندي عثماني وهم فرقة الفرسان العثمانية الثالثة ونصف الفرقة 24 مزودين بعدة بطاريات مدفعية.
حاولت فرقة اليومانري الراجلة السيطرة على التلال لكنهم سرعان ما عادوا إلى الوادي العميق على الجانب الغربي من التلال.  وفي تلك الليلة، كانت مجموعة من اليومانري على التلال المواجهة للوحدات العثمانية في أماكن قريبة تحت الأمطار الغزيرة وكانت خيولهم في الوادي العميق،  وسرعان ما زاد الوضع خطورة وانسحبت الألوية الثلاثة إلى بيت عور الفوقا بعد حلول الظلام. ولم يكن هناك دعم جوي حتى قام السرب الأول من سلاح الطيران الأسترالي بقصف جوي على قرية البيرة في 22 و24 نوفمبر.